# Fallskärmsklubben Cirrus Göteborg

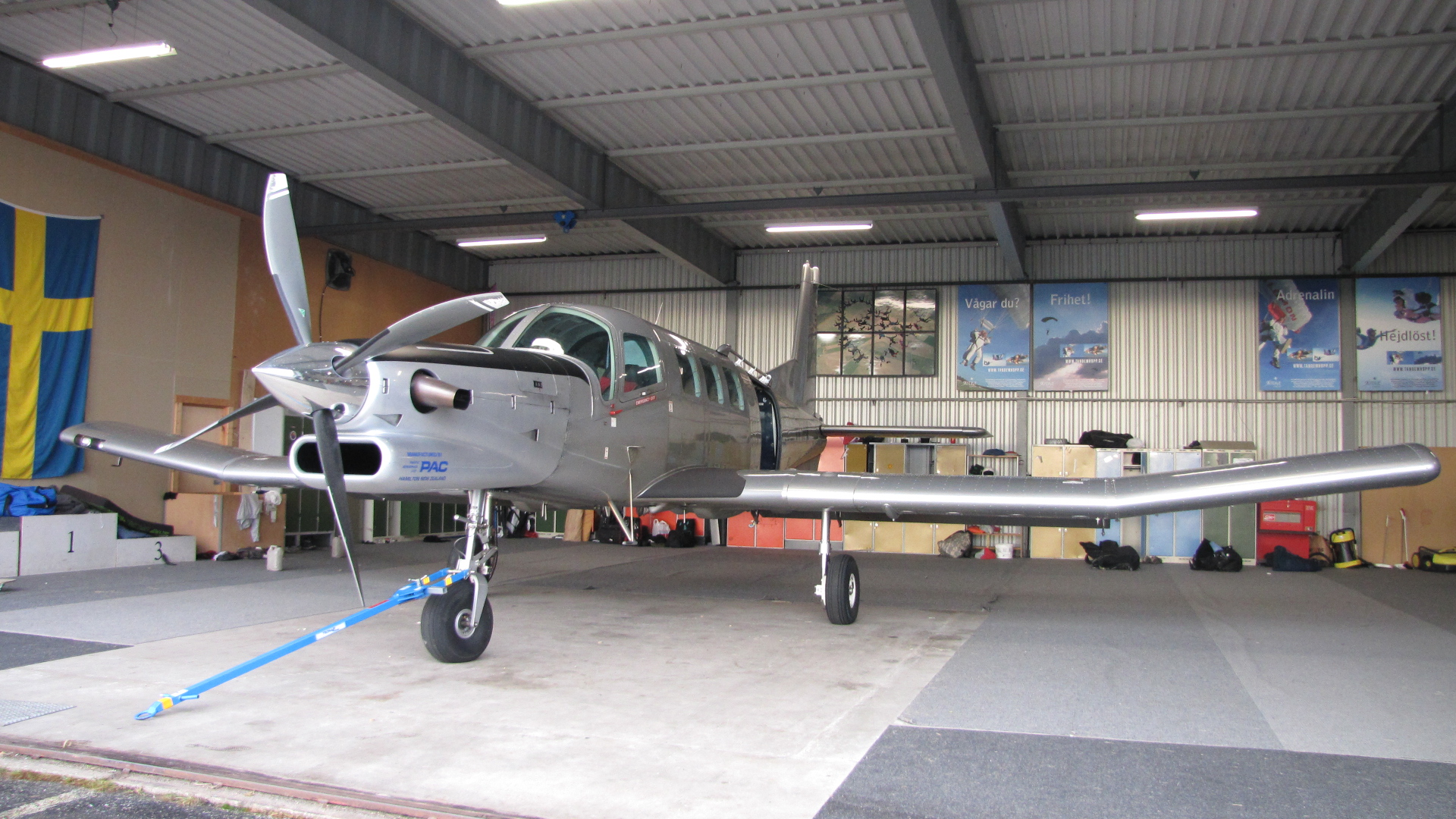
Klubbens PAC P-750 XSTOL i hangaren i Vårgårda.

Fallskärmsklubben Cirrus Göteborg, FKCG, är en ideell idrottsförening som bedriver fallskärmshoppning på Vårgårda flygplats, Strömstads flygplats och Skövde flygplats.
FKCG bildades 2004 genom en sammanslagning av Göteborgs Fallskärmsklubb (GFK) som fram till dess bedrev fallskärmshoppning på Säve flygplats och Fallskärmsklubben Cirrus hemmahörande i Vårgårda. GFK bildades 1959 och var därmed Sveriges tredje äldsta fallskärmsklubb. FK Cirrus bildades 1979 som en utbrytning ur GFK.
Klubben genomför ca 14000 fallskärmshopp per år, vilket motsvarar cirka 18 % av alla civila fallskärmshopp i Sverige och gör klubben till landets näst största. Årligen utbildas ca 50 nya fallskärmshoppare. All utbildning sker enligt intensivutbildningsmetoden SFU (Svensk Fallskärmsutbildning), vilken är en vidareutveckling av AFF (Accelerated freefall).
Fallskärmshoppningen bedrivs ur en PAC P-750 XSTOL. Flygplanet har kapacitet att fälla 16 hoppare åt gången från 4000 meters höjd, vilket är högsta tillåtna uthoppshöjd utan tillgång till syrgas.
Klubben har arrangerat SM i fallskärmshoppning 2006, 2007 och 2012 (ett flertal grenar) samt 2016 - 2018 (en gren).